# Aïn Sidi Ali
Ain Sidi Ali là một đô thị thuộc tỉnh Laghouat, Algérie. Dân số thời điểm năm 2002 là 4.22 người.